# Viewtown
Viewtown ist ein gemeindefreier bewohnter Ort („populated place“) im Rappahannock County im US-Bundesstaat Virginia.
Der Ort liegt im Osten des Countys. Östlich verläuft die Grenze zum Culpeper County. Verkehrlich erschlossen ist der Ort durch die State Route 642.